# Alexander Bernhardsson
Alexander Bernhardsson (8 settembre 1998) è un calciatore svedese, attaccante dell'Holstein Kiel.

## Carriera

### Club
Cresciuto calcisticamente nel Partille IF, ha giocato nelle serie minori del campionato svedese fino al 2019, quando è stato acquistato dall'Örgryte, formazione della seconda divisione svedese.
In vista della stagione 2020 si è trasferito all'Elfsborg, nell'Allsvenskan, con il quale ha esordito il 9 luglio 2020, giocando l'incontro di Svenska Cupen perso per 0-1 contro l'IFK Göteborg. Nella prima stagione non riesce a trovare spazio in squadra, ma già dalla seconda stagione inizia a giocare con più frequenza. Infatti, il 12 maggio 2021 debutta anche in campionato, giocando il match vinto per 0-2 in casa del Sirius. Il 22 luglio successivo esordisce nelle competizioni europee, seppur nei turni preliminari, infatti viene schierato nella vittoria per 4-0 contro il Milsami Orhei, nel secondo turno preliminare di Europa Conference League; il 26 agosto successivo, invece, realizza la sua prima rete nelle coppe europee, nella vittoria per 3-1 sul Feyenoord nei play-off di Europa Conference League.

### Nazionale
Il 10 gennaio 2023 esordisce in nazionale maggiore, disputando da titolare l'amichevole 2-0 contro la Finlandia.

## Statistiche

### Presenze e reti nei club
Statistiche aggiornate al 26 aprile 2022.
| Stagione        | Squadra         | Campionato      | Campionato | Campionato | Coppe nazionali | Coppe nazionali | Coppe nazionali | Coppe continentali | Coppe continentali | Coppe continentali | Altre coppe | Altre coppe | Altre coppe | Totale | Totale |
| Stagione        | Squadra         | Comp            | Pres       | Reti       | Comp            | Pres            | Reti            | Comp               | Pres               | Reti               | Comp        | Pres        | Reti        | Pres   | Reti   |
| --------------- | --------------- | --------------- | ---------- | ---------- | --------------- | --------------- | --------------- | ------------------ | ------------------ | ------------------ | ----------- | ----------- | ----------- | ------ | ------ |
| 2019            | Örgryte         | S1              | 26         | 5          | CS              | 2               | 1               |                    | -                  | -                  |             | -           | -           | 28     | 6      |
| 2020            | Elfsborg        | A               | 0          | 0          | CS              | 1               | 0               |                    | -                  | -                  |             | -           | -           | 1      | 0      |
| 2021            | Elfsborg        | A               | 21         | 4          | CS              | 0               | 0               | UECL               | 5                  | 1                  |             | -           | -           | 26     | 5      |
| 2022            | Elfsborg        | A               | 4          | 1          | CS              | 5               | 2               |                    | -                  | -                  |             | -           | -           | 9      | 3      |
| Totale Elfsborg | Totale Elfsborg | Totale Elfsborg | 25         | 5          |                 | 6               | 2               |                    | 5                  | 1                  |             | -           | -           | 36     | 8      |
| Totale carriera | Totale carriera | Totale carriera | 51         | 10         |                 | 8               | 3               |                    | 5                  | 1                  |             | -           | -           | 64     | 14     |

### Cronologia presenze e reti in nazionale
| Cronologia completa delle presenze e delle reti in nazionale ― Svezia | Cronologia completa delle presenze e delle reti in nazionale ― Svezia | Cronologia completa delle presenze e delle reti in nazionale ― Svezia | Cronologia completa delle presenze e delle reti in nazionale ― Svezia | Cronologia completa delle presenze e delle reti in nazionale ― Svezia | Cronologia completa delle presenze e delle reti in nazionale ― Svezia | Cronologia completa delle presenze e delle reti in nazionale ― Svezia | Cronologia completa delle presenze e delle reti in nazionale ― Svezia |
| Data                                                                  | Città                                                                 | In casa                                                               | Risultato                                                             | Ospiti                                                                | Competizione                                                          | Reti                                                                  | Note                                                                  |
| --------------------------------------------------------------------- | --------------------------------------------------------------------- | --------------------------------------------------------------------- | --------------------------------------------------------------------- | --------------------------------------------------------------------- | --------------------------------------------------------------------- | --------------------------------------------------------------------- | --------------------------------------------------------------------- |
| 9-1-2023                                                              | Faro                                                                  | Svezia                                                                | 2 – 0                                                                 | Finlandia                                                             | Amichevole                                                            | -                                                                     |                                                                       |
| 6-6-2025                                                              | Budapest                                                              | Ungheria                                                              | 0 – 2                                                                 | Svezia                                                                | Amichevole                                                            | -                                                                     | 62’                                                                   |
| 10-6-2025                                                             | Solna                                                                 | Svezia                                                                | 4 – 3                                                                 | Algeria                                                               | Amichevole                                                            | -                                                                     |                                                                       |
| Totale                                                                |                                                                       | Presenze                                                              | 3                                                                     |                                                                       | Reti                                                                  | 0                                                                     |                                                                       |